# Concorrência perfeita
Em economia, concorrência perfeita ou concorrência pura descreve mercados em que nenhum participante tem poder de mercado para definir o preço de um produto homogêneo. Embora seja uma hipótese ideal, a partir dela é possível construir modelos próximos da realidade. Assim, a competição perfeita pode servir como ponto de referência para avaliar mercados de concorrência imperfeita no mundo real.

## Hipóteses do modelo
a) hipótese da atomicidade: é um mercado com infinitos vendedores e compradores, de forma que nenhum deles tem condições de definir os preços de mercado. Diz-se que elas são tomadoras de preços;
b) hipótese da homogeneidade: os produtos, tanto bens como serviços e fatores de produção, oferecidos pelas firmas são idênticos, O preço praticado também é homogêneo. Como a curva da procura do preço é perfeitamente elástica (curva horizontal), não há incentivos para não praticar os preços de mercado;
c) hipótese da mobilidade de firmas: mercado sem barreiras à entrada e saída, tanto de compradores, como de vendedores;
d) princípio da Racionalidade: os empresários visam sempre maximizar os lucros e os consumidores, maximizar a satisfação ou utilidade derivada do consumo de um bem;
e) transparência de mercado: a informação é perfeita, isto é, todos os participantes no mercado, tanto compradores como vendedores, têm completo acesso a toda a informação;
f) inexistência de externalidades: há ausência de externalidades, sejam elas positivas ou negativas.

## Lucro
O lucro a que se fará referência aqui será o lucro econômico, e não o lucro contábil.

### Curto prazo
No curto prazo é possível uma dada indústria ter lucro positivo, superior à melhor aplicação alternativa. O lucro das empresas depende largamente da optimização da sua produção, por isso sobretudo no curto prazo, estas serão tanto mais lucrativas, quanto mais optimizada para a sua produção. A falta de entraves à entrada de novas empresas na indústria, faz com que num mercado de concorrência perfeita.

### Longo prazo
No longo prazo, a indústria terá lucro nulo. Dada a livre entrada e saída da indústria, no longo prazo esta vai adaptar-se à procura. Estas atingirão o número óptimo, e a dimensão ótima para a produção optimizada, de maneira a atingir o mínimo custo médio possível.